# Щёкин, Георгий Васильевич
Гео́ргий Васи́льевич Щёкин (укр. Георгій Васильович Щокін; род. 27 мая 1954, Запорожье, Украинская ССР, СССР) — советский и украинский специалист в области управления человеческими ресурсами. Кандидат психологических наук, доктор социологических наук. Основатель Международной кадровой академии и Межрегиональной академии управления персоналом. Председатель наблюдательного совета.

## Биография
В 1976 году поступил на дефектологический факультет Киевского государственного педагогического института имени М. Горького, который окончил в 1981 году по специальности «дефектология».
В 1989 году в Киевском национальном университете имени Т. Г. Шевченко защитил диссертацию на соискание учёной степени кандидата психологических наук по теме «Социально-психологические аспекты усовершенствования деятельности кадровых служб на производстве» (специальность 19.00.05 — социальная психология).
С 09.1980 г. по 06.1984 г. — начальник отдела кадров Киевского ПО «Электроприбор».
С 07.1984 г. по 10.1985 г. — заместитель начальника Главного управления кадров Республиканского промышленного объединения «Укрбудкерамика» Министерства промстройматериалов УССР.
С 11.1985 г. по 10.1987 г. — начальник отдела рабочих кадров Главкиевгорстроя.
С 10.1987 г. по 04.1989 г. — заместитель директора Республиканского центра трудоустройства, переподготовки и профориентации Госкомтруда Украины.
С 04.1989 г. по 04.1990 г. — директор Киевского научного центра «Кадры».
С 04.1990 г. по 1996 г. — ректор Всесоюзного заочного университета управления персоналом (с 02.1994 г. — Межрегиональной академии управления персоналом).
В 1997 году защитил диссертацию на соискание учёной степени доктора социологических наук.
С 1997 года по настоящее время — президент и председатель наблюдательного совета МАУП.
Имеет степени доктора философии в области делового администрирования (1996 г.), доктора педагогики (2004 г.) и звание профессора богословия (2002 г.).
Является действительным членом Российской академии естественных наук, Балтийской педагогической академии, Международной кадровой академии и Грузинской международной академии, почётным профессором и почётным доктором университетов Азербайджана, Беларуси, Кыргызстана, Кубы, Молдовы, Польши, Румынии, США.
Занимается разработкой научных проблем в области образования, психологии, социологии, религиоведения и управления человеческими ресурсами. Автор фундаментального труда «Система управления человеческими ресурсами» (2009 г.) и многотомного энциклопедического издания «Человечество и вера» (2000-2011 гг.). Разработчик нового научно-практического направления «Визуальная психодиагностика» и автор одного из первых учебников по кадровому менеджменту ( 1991 г.) В целом, Г. Щекину принадлежит более 500 научных, учебных, популярных и публицистических работ, в том числе 65 книг (общий объём работ составляет около 850 авторских листов или более 18,5 тыс. страниц).
Сын — Щёкин Ростислав Георгиевич (род. 25 ноября 1980), заместитель председателя Наблюдательного совета МАУП. Имеет трёх внуков.

## Политическая деятельность
Георгий Щекин на базе структур, близких к МАУП, организовал Украинскую консервативную партию. Партия со списком, возглавляемым Щёкиным, пошла на парламентские и местные выборы 2006 года. Избирательная программа утверждала лозунг необходимости для Украины национальной элиты и приоритета национальных интересов. В настоящее время УКП прекратила свое существование.

## Критика
Щёкин является совладельцем и вице-президентом двух мошеннических издательств — Международный биографический центр (Великобритания) и American Biographical Institute.
МАУП под руководством Щёкина стала центром распространения отрицания Холокоста на Украине. В декабре 2005 года президент Украины Виктор Ющенко публично осудил антисемитскую деятельность академии и отказался от почётного докторства в ней.

## Отличия и награды
- Почётное звание «Заслуженный работник народного образования Украины» (12 января 1998 г.) — за многолетнюю плодотворную научную и педагогическую деятельность[9].
- Почётная грамота Кабинета министров Украины (27 мая 2004 г.) — за весомый личный вклад в развитие науки, подготовку высококвалифицированных украинских и зарубежных специалистов, многолетний добросовестный труд, высокий профессионализм и по случаю 50-летиЯ со дня рождения[10].
- Лауреат премии МВД Украины «За развитие науки, техники, образования» I И ІІ степеней.
- Почётная грамота Кыргызской Республики (23 мая 2002 г., Кыргызстан) — за заслуги в укреплении дружбы между кыргызским и украинским народами, вклад в развитие образования в Кыргызстане[11].
- Кавалер орденов Украинской, Российской, Молдавской, Сербской Православной церкви и Армянской апостольской церкви.
- кавалер свыше 50 орденов и медалей международных, ведомственных и общественных организаций Украины, Великобритании, России, США и других стран.